# Builders of the Future
Builders of the Future è il settimo album in studio del gruppo musicale alternative metal statunitense Powerman 5000, pubblicato nel 2014.

## Tracce
1. Invade, Destroy, Repeat – 2:56
2. We Want It All – 2:41
3. How To Be a Human – 3:27
4. You're Gonna Love It, If You Like It Or Not – 3:22
5. Builders of the Future – 3:36
6. I Want to Kill You – 4:41
7. Modern World – 2:53
8. Live It Up Before You're Dead – 3:01
9. I Can't Fucking Hear You – 4:44
10. Evil World – 2:55

## Formazione
- Spider One – voce
- Gustavo Aued – basso
- Nick Quijano – chitarre
- Dj Rattan – batteria, percussioni
- Richard Jazmin – chitarre